# Uma morte muito Suave
Uma Morte muito Suave é o quarto livro autobiográfico da escritora francesa Simone de Beauvoir, foi publicado no ano 1964 e narra sob uma perspectiva pessoal a morte da mãe da autora, Françoise Brasseur.
É reconhecido como um dos livros autobiográficos mais importantes de Beauvoir pela sua técnica apegada à literalidade, apresentando a doença e a morte da mãe como uma experiência verídica carregada de momentos que surpreendem por sua escrita crua.

## Trama
Na obra, a autora escreve sob uma visão retrospectiva e reflexiva sobre as últimas semanas de vida da sua mãe doente. A autora também faz uma crônica de uma deterioração progressiva à medida que a paciente está a ser consumida pelo câncer. O livro, incorpora Memórias de episódios importantes da relação da autora com sua mãe e o resto da família de Beauvoir. A medida que a doença avança, o leitor é capaz de entender muitos dos problemas mais habituais das relações médico-paciente, enfermeira-paciente e mãe-filha. A narradora, uma destacada escritora, constrói imagens vívidas do hospital a partir de sua experiência em primeira mão.